# پایتخت فرهنگی در ایران
پایتخت فرهنگی در ایران عنوانی غیررسمی است که گاه برخی حوزه‌های مهم فرهنگی در ایران با آن توصیف می‌شوند. این عنوان به‌صورت رسمی در ایران وجود ندارد و قانون و رویه‌ای برای انتخاب آن تعریف نشده‌است. شیراز و اصفهان از جمله شهرهای ایران هستند که گاه از آن‌ها به عنوان پایتخت فرهنگی ایران یاد شده‌است. مقامات شهرداری یا نمایندگان مجلس این شهرها و حتی رئیس‌جمهور ایران در چند مورد این شهرها را با عنوان پایتحت فرهنگی ایران توصیف کرده‌اند.

## شیراز
به خاطر نقش‌آفرینی بزرگانی از شهر شیراز در حوزۀ شعر فارسی همچون حافظ و سعدی با آوازۀ جهانی و وصال و قاآنی و صورتگر و بزرگانی همچون ملاصدرا و سیبویه و گسترش و بقای آداب و رسوم ایرانی در این شهر و نزدیکی به پایتخت‌های باستانی ایران در دوران هخامنشیان و ساسانیان و مرکزیت این شهر در دوران آل بویه و زندیه با پادشاهی کریمخان زند، در دوران ریاست جمهوری سید محمد خاتمی، از این شهر به عنوان «یکی از پایتخت‌های فرهنگی ایران» یاد شد. این نخستین بار بود که از عنوان «پایتخت فرهنگی ایران» برای توصیف یکی از شهرهای ایران استفاده می‌شد.

## اصفهان
این شهر در میان سال‌های ۱۰۵۰ تا ۱۷۲۲ میلادی و به‌ویژه در قرن شانزدهم میلادی در دورۀ صفویان برای سومین بار به‌عنوان پایتخت ایران انتخاب شد و رونق فراوانی یافت. حتی امروزه نیز اصفهان بخش زیادی از شکوه گذشتۀ خود را حفظ کرده‌است. بناهای تاریخی متعددی در شهر وجود دارد که تعدادی از آن‌ها به عنوان میراث تاریخی در یونسکو به ثبت رسیده‌اند. اصفهان همچنین در سال ۲۰۰۶ به‌واسطۀ برگزاری نشستی با حضور وزرا یا سایر مسئولین فرهنگی کشورهای اسلامی به عنوان پایتخت فرهنگی جهان اسلام انتخاب شد.